# Wilhelm Donko
Wilhelm Maximilian Donko (* 16. Dezember 1960 in Linz/Donau) ist ein österreichischer Diplomat und Autor von Fachbüchern zur Marinegeschichte.

## Leben
Wilhelm Donko wuchs in Schärding auf, veröffentlichte ab 1979 zahlreiche Beiträge in maritimen Fachzeitschriften (freiberuflich) und fuhr kurz zur See. Nach dem Studium von Geschichte/Geographie ab 1982 an der Universität Salzburg (Mag.phil. 1987) und postgradualem Studium (Geschichte) an der Universität Tokio (1988–1990), trat er 1990 in den diplomatischen Dienst der Republik Österreich ein (Examen préalable 1990).
Im Außenministerium in Wien arbeitete er zuerst in der Abteilung für Abrüstung und Rüstungskontrolle, bevor er 1992 an die Österreichische Botschaft Algier versetzt wurde (Attaché). In Wien diente er dann ein Jahr in der Abteilung für europäische Integration (1992–93; inklusive EU-Beitrittsverhandlungen) und war nachfolgend an den Botschaften in Moskau (1993–97/ 1. Botschaftssekretär) und Ankara (1997–2001/ Gesandter-Botschaftsrat) stationiert. Zurück in Wien war er als Referatsleiter in der Asien-Abteilung des Außenministeriums tätig (2001–2005), dann als Österreichischer Botschafter in Seoul (2005–2009) und nachfolgend in Manila (2009–2013). Nach Rückkehr in die Wiener Zentrale war er neuerlich vier Jahre Referatsleiter in der Asien-Abteilung (2013–2017). Von 2017 bis 2022 war Donko Botschafter in Oslo und wechselte im April 2022 in gleicher Funktion nach Bangkok.
Er ist seit 1990 verheiratet mit Yan Donko, geb. Zhang; das Paar hat zwei Kinder.

## Publikationen
Neben vielen  Fachartikeln schrieb Wilhelm M. Donko zahlreiche Bücher zum Thema Marinegeschichte:
- Die Atomkreuzer der U.S. Navy. Eine wichtige Komponente moderner Seemacht. - Bernard & Graefe, Koblenz 1987 - ISBN 3-7637-5836-4, Weltbild Verlag, Augsburg 1997 (unveränderter Nachdruck) - ISBN 978-3-86047-586-7
- Österreich – Philippinen. 1521–1898. Bezugspunkte, Beziehungen und Begegnungen während der Zeit der spanischen Herrschaft. Mit einem umfangreichen Kapitel zur k.u.k. Marine in Ostasien, Selbstdruck Manila 2010 ohne ISBN und 2. Auflage überarbeitet und wesentlich erweitert, epubli GmbH, Berlin 2011 - ISBN 978-3-8442-0853-5
- An Austrian View of the Philippines 1858: The Austrian Scientist Karl von Scherzer on his Visit in Manila aboard the Frigate "Novara" in June 1858. – epubli GmbH Berlin 2011 - ISBN 978-3-8442-1603-5
- A Brief History of the Austrian Navy. - epubli GmbH Berlin 2012 - ISBN 978-3-8442-2129-9
- Auf den Spuren von Österreichs Marine in Siam (Thailand). Dokumentation aller Schiffsbesuche, zusammengestellt aus Akten, Reiseberichten und privaten Tagebüchern. - epubli GmbH, Berlin 2014, 2016 - ISBN 978-3-8442-9851-2
- Die Kriegstransporter KT 1 – KT 62 der Deutschen Kriegsmarine. Konzept, Einsatz, Verbleib. - epubli GmbH – Berlin 2013, 2016, 2018 – ISBN 978-3-7375-3127-6
- Österreichs Kriegsmarine in Fernost. Alle Fahrten von Schiffen der k.(u.)k. Kriegsmarine nach Ostasien, Australien und Ozeanien von 1820 bis 1914. - epubli GmbH, Berlin 2013 – ISBN 978-3-8442-4912-5
- Japan im Krieg gegen Österreich-Ungarn 1914–18. Die k.u.k. Kriegsmarine im Kampf gegen Japans Streitkräfte in Ostasien und im Mittelmeer. - epubli GmbH, Berlin 2014, 2016, 2018, 2019 – ISBN 978-3-8442-7856-9
- Die Kaiserlich Japanische Marine im Mittelmeer 1917–19. Die Geschichte des 2. Sonder-Geschwaders unter Konteradmiral Sato. - epubli GmbH, Berlin 2014, 2018 – ISBN 978-3-8442-8714-1
- Pola/Pula – Ein historischer Reiseführer durch den ehemaligen Hauptkriegshafen von Österreich-Ungarn. - epubli GmbH, Berlin 2015, 2016 – ISBN 978-3-7375-2418-6
- Die Schwarzmeer-Einheitsschiffe SME 1 – SME 12. Konzept, Einsatz, Verbleib. - epubli GmbH, Berlin 2016, 2017 – ISBN 978-3-7418-9804-4
- A Land Power Goes to Sea: Austria’s Naval History 1382–1918. - epubli GmbH, Berlin 2017 – ISBN 978-3-7450-4225-2
- German Military Cargo Ships Produced in Series Programs in Southern Europe 1941–1945. - epubli GmbH, Berlin 2017 – ISBN 978-3-7450-1677-2
- Flotten-Album der österreichischen Marine von Johann B. Rottmayer 1872-1880. Mit Ko-Autor Thomas Zimmel –  Fidelitas Verlag, Wien 2018 - ISBN 978-3-200-05477-6
- Österreichs Kriegsmarine: Eine Seemacht und ihr Ende. - Edition Winkler-Hermaden, Schleinbach, 2018 – ISBN 978-3-9504475-3-8
- Österreichische Marinedenkmäler: Ein historischer Reiseführer zu den Denkmälern der k.(u.)k. Kriegsmarine in aller Welt. - epubli GmbH, Berlin 2019 - ISBN 978-3-7467-9942-1
- Österreichisch-ungarische Kriegsschiffe 1914 bis 1918. - Motorbuch Verlag, Stuttgart 2020 - ISBN 978-3-613-04281-0
- Landungsschiffe der U.S. Navy seit 1939. - Motorbuch Verlag, Stuttgart 2020 - ISBN 3-613-04334-3
- Vor 125 Jahren: das k..u.k. Kanonenboot ALBATROS und der »Guadalcanal-Zwischenfall«, in: Köhlers Flottenkalender. Internationales Jahrbuch der Seefahrt 2021, Hamburg (Koehler im Maximilian Verlag GmbH & Co. KG) 2020, S. 206–2010. ISBN 978-3-7822-1372-1
- S.M.Y. „Alexandria“. Die Binnenyacht von drei deutschen Kaisern und ihr Schicksal zwischen Havel und Donau. - epubli GmbH, Berlin 2020, 2021 - ISBN 978-3-7531-5227-1
- Fotodokumentation KT und SME. Die Kriegstransporter und Schwarzmeer-Einheitsschiffe der Kriegsmarine im Bild. - epubli GmbH, Berlin 2021 - ISBN 978-3-7531-7294-1
- Minensucher der U.S. Navy seit 1920. - Motorbuch Verlag, Stuttgart 2021 - ISBN 978-3-613-04380-0
- Österreichisch-ungarische Unterseeboote und ihre Werften 1906-1918. - Motorbuch Verlag, Stuttgart 2022 - ISBN 978-3-613-04456-2
- Patrouillenschiffe der U.S. Navy seit 1939. Mit Ko-Autor Lutz A. Kowalzick - Motorbuch Verlag, Stuttgart 2022 - ISBN 978-3-613-04517-0
- Schiffe der U.S. Coast Guard seit 1915. Mit Ko-Autor Lutz A. Kowalzick - Motorbuch Verlag, Stuttgart 2023 - ISBN 978-3-613-04560-6